# Kaljo Põllu
Kaljo Põllu (Hiiumaa, 28 november 1934 - Tallinn, 23 maart 2010) was een Estisch kunstenaar.
In 1962 behaalde hij een diploma in de glaskunst. Hij werd directeur van het kunstkabinet van de universiteit van Tartu en richtte in 1966 in Tartu de hedendaagse kunstenaarsgroep "Visarid" op. In 1973 verhuisde hij naar Tallinn, waar hij van 1975 tot 1996 tekenen doceerde aan de Estse Academie voor Schone Kunsten. Het werk van Põllu werd van dan af sterk beïnvloed door elementen uit de traditionele Fins-Oegrische cultuur.
In 2007 gaf de universiteit van Tartu hem een prijs voor het bijdragen aan de nationale identiteit